# 馬宗鎮區 (伊利諾伊州格蘭迪縣)
馬宗鎮區（英語：Mazon Township）是位於美國伊利諾伊州格蘭迪縣的一個行政鎮區。

## 地方資料
根據2010年美國人口普查的數據，馬宗鎮區的面積為91.90平方千米，當中陸地面積為91.00平方千米，而水域面積為0.90平方千米。當地共有人口1439人，而人口密度為每平方千米15.66人。